# For sale: baby shoes, never worn.

For sale: baby shoes, never worn (À vendre : chaussures bébé, jamais portées) est un roman en six mots, faisant un exemple de ce qu'on appelle la micronouvelle. Bien qu'il soit souvent associé à Ernest Hemingway, sa paternité est remise en cause et des récits similaires l'ont précédé,.

## Contexte
Dans une lettre de 1992 adressée à John Robert Colombo, l'écrivain de science fiction Arthur C. Clarke rapportait cette anecdote : pendant un repas entre amis au restaurant (parfois identifié comme étant le Luchow's, d'autres fois le The Algonquin), Hemingway propose une mise de dix dollars à chacun et parie qu'il peut écrire un roman en six mots. Après avoir constitué la cagnotte, Hemingway nota « For sale: baby shoes, never worn » (« A vendre : chaussures bébé, jamais portées ») sur un bout de papier, le fit passer autour de la table et récolta ses gains.

## Histoire

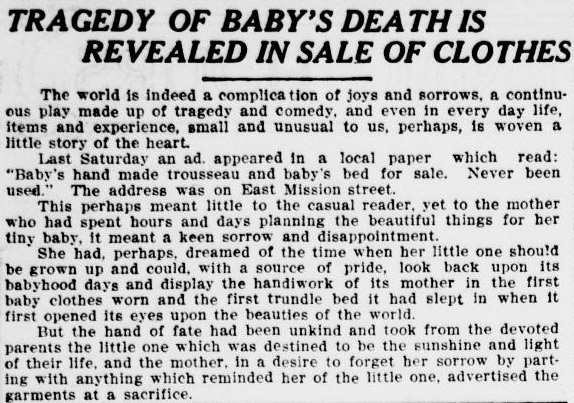
16 mai 1910, The Spokane Press relate la mort d'un bébé à travers la vente de ses vêtements.

Le 16 mai 1910, dans une édition de The Spokane Press un fait divers est titré « La tragédie de la mort d'un bébé révélée dans une vente de vêtements ». À l'époque, Hemingway est âgé de dix ans, loin encore de commencer sa carrière d'écrivain.
En 1917, William R. Kane publie un article dans The Editor où il évoque une femme en deuil ayant perdu son enfant et suggère la formule Little Shoes, Never Worn. Dans sa version de l'histoire, les chaussures sont données et non vendues. Il suggère que cela apporterait une maigre consolation au vendeur, et qu'un autre enfant pourrait en bénéficier directement.
En 1921, l'histoire est parodiée: le numéro de juillet du magazine Judge publie une histoire où il s'agit d'un landau à la place des chaussures ; le narrateur de l'histoire contacte le vendeur pour lui présenter ses condoléances et se voit répondre que la vente est due à la naissance de jumeaux au lieu d'un seul enfant. 
La première association de l'histoire à Hemingway date de 1991, trente ans après la mort de l'auteur. Elle est faite par Peter Miller dans son ouvrage Get Published! Get Produced!: A literary Agent's Tips on How to Sell Your Writing. Il dit avoir eu connaissance de l'histoire par un sérieux journal syndical en 1974. En 1992, John Robert Colombo publie une lettre d'Arthur C. Clarke qui répète l'histoire, en ajoutant qu'Hemingway a gagné dix dollars par participant.
La paternité d'Hemingway est renforcée par le spectacle « Papa » de John deGroot en 1996. Dans Playbill, de Groot défend son interprétation d'Hemingway en disant « Tout dans le rôle est basé sur des faits décrits par Ernest Hemingway, ou que nous connaissons bien. Que ces faits soient ou non avérés, nous ne le saurons jamais. Mais Hemingway et d'autres l'attestent. ».
Dans le film Les Grands Esprits d'Olivier Ayache-Vidal sorti en 2017, une séquence met en scène le professeur de français qui disserte sur la micro-nouvelle en cause qui a été choisie malicieusement par un élève pour son exposé. Hemingway y est présenté comme l'auteur sans controverse.

## Inspirations
L'expérience littéraire qui consiste à raconter une histoire avec le minimum de mots est connue sous le nom de micronouvelle. La limite des six mots a donné naissance au concept des Six-Word Memoirs, comprenant une collection publiée en 2008 par Smith Magazine, et deux suites en 2009.